# James Noble
James Noble, född 16 december 1785 i Clarke County, Virginia, död 26 februari 1831 i Washington, D.C., var en amerikansk politiker. Han representerade delstaten Indiana i USA:s senat från 1816 fram till sin död.
Noble föddes i Virginia och flyttade 10 år gammal med sina föräldrar till Campbell County, Kentucky. Han studerade juridik och inledde sin karriär som advokat i Kentucky. Han flyttade sedan till Indianaterritoriet och arbetade där som färjedrivare och domare.
Noble var delegat till Indianas konstitutionskonvent 1816. När Indiana blev delstat, valdes Noble och Waller Taylor till de två första senatorerna. De två första gångerna valdes Noble till senaten som demokrat-republikan. Tredje gången valdes han som anhängare av USA:s president John Quincy Adams. Vid tidpunkten av sin död hörde Noble till den gruppering som bestod av motståndare till dåvarande presidenten Andrew Jackson.
Det är oklart huruvida Noble County, Indiana fick sitt namn efter James Noble. Noah Noble var nämligen guvernör i Indiana vid tidpunkten av countyts grundande 1836 och det finns två teorier angående namnets ursprung.